# Руда-Гута
Руда-Гута (пол. Ruda-Huta) — село в Польщі, у гміні Руда Гута Холмського повіту Люблінського воєводства.
Населення — 1062 особи (2011).
У 1975-1998 роках село належало до Холмського воєводства.

## Демографія
Демографічна структура станом на 31 березня 2011 року:
|          | Загалом | Допрацездатний вік | Працездатний вік | Постпрацездатний вік |
| -------- | ------- | ------------------ | ---------------- | -------------------- |
| Чоловіки | 533     | 113                | 377              | 43                   |
| Жінки    | 529     | 87                 | 310              | 132                  |
| Разом    | 1062    | 200                | 687              | 175                  |